# Arman
Armand Pierre Fernandez (Nice, 17 de novembro de 1928 - Nova Iorque, 22 de outubro de 2005), conhecido por Armand foi um pintor e escultor franco-americano.
Desde a sua infância, Arman, familiarizou-se com os objetos da loja de antiguidades do seu pai. Aluno brilhante, começou a pintar aos 10 anos e estudou na École Nationale d'Art Décoratif de Nice. Em 1949 foi para a École du Louvre em Paris, foi um dos fundadores do grupo Nouveau réalisme em 1960. Em 1961 realizou a sua primeira exposição em Nova Iorque.